# وودلاون (کنتاکی)
وودلاون (به انگلیسی: Woodlawn) شهری در ایالت کنتاکی کشور ایالات متحده آمریکا است که جمعیت آن در سرشماری سال ۲۰۱۰ میلادی، ۲۲۹ نفر بوده‌است.